# 东方泽泻
东方泽泻（学名：Alisma orientale）是泽泻科泽泻属的植物。分布在俄罗斯、日本、蒙古以及中国大陆的陕西、吉林、江苏、四川、辽宁、云南、甘肃、湖南、安徽、宁夏、湖北、河南、内蒙古、山东、河北、贵州、福建、青海、广东、黑龙江、广西、江西、浙江、山西、新疆等地，生长于海拔450米至2,800米的地区，多生长在稻田边、湖边、河边潮湿地、稻田中、山脚河边、溪边、湖中、浅水中、静水池沼、山坡沼泽、静水中、河边浅水中、水边和沼泽地，目前尚未由人工引种栽培。

## 异名
- Alisma jianshiensis J. K. Chen
- Alisma plantago-aquatica L. ssp. orientale (Sam.) Sam.

## 外部連結
- 澤瀉醇B乙酸酯 Alisol B monoacetate（页面存档备份，存于） 中草藥化學圖像數據庫 (香港浸會大學中醫藥學院) （中文）（英文）
- 澤瀉醇C乙酸酯 Alisol C monacetate（页面存档备份，存于） 中草藥化學圖像數據庫 (香港浸會大學中醫藥學院) （中文）（英文）